# 勒普莱西格里穆
勒普莱西格里穆（法語：Le Plessis-Grimoult，法語發音：[lə plɛsi ɡʁimu] ⓘ）是法国卡尔瓦多斯省的一个旧市镇，属于维尔区。2017年，勒普莱西格里穆与临近的6个市镇合并为新市镇莱蒙多奈。

## 地理
勒普莱西格里穆（48°57'41"N, 0°36'35"W）面积16.15 平方千米，位于法国诺曼底大区卡爾瓦多斯省，该省份为法国西北部沿海省份，北濒大西洋英吉利海峡，东北与滨海塞纳省以海上边界相接，东临厄尔省，南至奧恩省，西与芒什省接壤。
与勒普莱西格里穆接壤的市镇（或旧市镇、城区）包括：康庞德雷-瓦尔孔格兰、科维尔、莱诺、鲁康、圣让勒布朗、圣皮埃尔拉维埃耶。

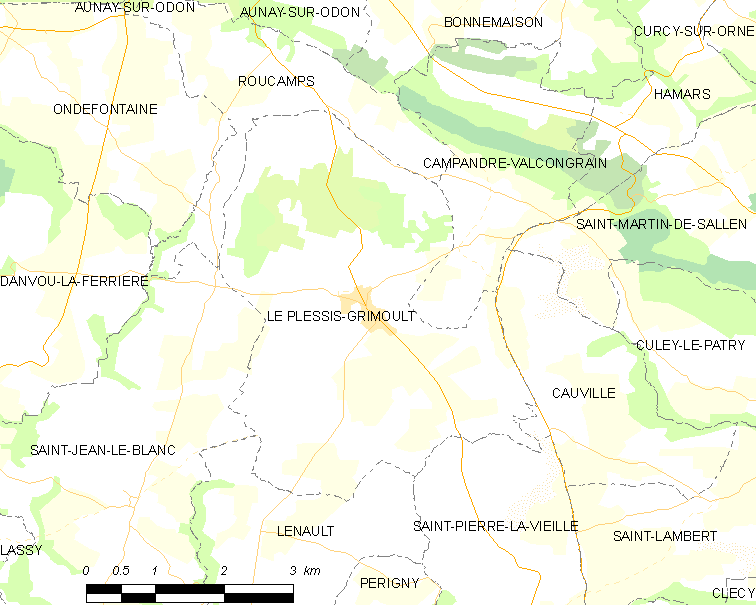
勒普莱西格里穆的OSM定位图

勒普莱西格里穆的时区为UTC+01:00、UTC+02:00（夏令时）。

## 行政
勒普莱西格里穆的邮政编码为14770，INSEE市镇编码为14508。

## 政治
勒普莱西格里穆所属的省级选区为诺曼底地区孔代县。

## 人口

1962-2008年间勒普莱西格里穆人口变化图示

勒普莱西格里穆于2018年1月1日时的人口数量为331人。